# Макс Ферстапен
Макс Верстапен (на нидерландски: Max Verstappen) е пилот от Формула 1, състезаващ се за Red Bull Racing. Той е четирикратен световен шампион във Формула 1 за сезони 2021, 2022, 2023 и 2024.

## Биография
Верстапен е роден на 30 септември 1997 г. в Хаселт, Белгия. Баща му е Йос Верстапен, бивш състезател от Формула 1, а майка му – Софи Кумпен – е бивша състезателка по картинг. Получава първия си карт, когато е четиригодишен. В първите три години печели почти всички състезания, в които участва. Кулминацията на кариерата му в картинга е през 2012 г., когато става европейски и световен шампион по картинг.
През 2013 г. започва да се състезава в първенства с едноместни автомобили. Печели две победи и завършва три пъти на подиума във Florida Winter Series („Зимни серии на Флорида“) и блести в първенството FIA European F3 („Европейско първенство F3 на FIA“), където се класира четвърти в първото си състезание, качва се на подиума в третото, печели полпозишън в петото и печели полпозишън и състезанието в шестото си състезание. Следва поредица от шест поредни победи, които го изпращат на второ място в първенството и победа в състезанието F3 Masters в Зандворт (Zandvoort).
Сключва договор с отбора „Скудерия Торо Росо“, участващ във Формула 1. Дебютира в първата свободна тренировка на Голямата награда на Япония през 2014 г., на пистата Сузука, където дава време с половин секунда по-бавно от това на титулярния състезател Даниил Квят. Седмица по-късно печели състезанието от F3 на пистата Монца в Италия. Завършва сезона във F3 на трето място и участва в още две свободни тренировки за Торо Росо до края на 2014 г.
Дебютира в състезание от Световния шампионат Формула 1 на Голямата награда на Австралия през 2015 г. и става най-младият пилот в историята на Формула 1. Печели първите си точки в Голямата награда на Малайзия, където завършва седми и става най-младият пилот, печелил точки във Формула 1.
На 12 декември 2021 г. побеждава Люис Хамилтън за световната титла в последната обиколка за Голямата награда на Абу Даби. Печели световната титла и през 2022, 2023 и 2024 г.